# Större argus
Större argus (Argusianus argus) är en sydostasiatisk fasan med starka färger och en rad ögonfläckar på vingarnas armpennor. Fågeln har varit vanlig i zoologiska trädgårdar.

## Utseende
Större argus är en fågel med brun fjäderdräkt och litet blått huvud. Den har rödbrunt övre bröst och svarta, hårliknande fjädrar på hjässan och i nacken, samt röda ben. Det mest utmärkande för hanen är de breda, förlängda armpennorna med ögonfläckar. Hanarna anlägger sin adulta fjäderdräkt under sitt tredje år.
Hanen är bland de största av alla fasaner och har en total längd på 160–200 centimeter, inklusive stjärten på 100–140 centimeter och väger 2–2,7 kilogram. Den betydligt mindre och mindre iögonfallande honan har en längd på 72–76 centimeter och väger 1,6–1,7 kilogram.

## Utbredning och systematik
Större argus delas in i två underarter med följande utbredning:
- Argusianus argus argus – Malackahalvön och Sumatra
- Argusianus argus grayi – Borneo

Större argus placeras som enda art i släktet Argusianus men är nära släkt med argusarna i Rheinardia samt påfåglarna i släktena Afropavo och Pavo.

## Ekologi
Vid häckningstiden dansar tupparna med utbredda vingar. Honan lägger endast två ägg i varje kull, vilket är ovanligt litet antal för hönsfåglar. I motsats till många andra hönsfåglar är den monogam.

## Status och hot
Världspopulationen har uppskattats till fler än 100 000 individer grundat på mängden tillgänglig levnadsmiljö för arten, men studier visar att den minskar kraftigt i stora delar av utbredningsområdet, särskilt på Sumatra men även i södra Thailand och beståndet tros därför vara mindre än man tidigare trott. Jakt och habitatförstörelse tros ligga bakom. Internationella naturvårdsunionen IUCN kategoriserade arten tidigare som nära hotad på sin röda lista, men flyttade den 2020 till den högre hotnivån sårbar.

## Namn
Arten kallades tidigare större argusfasan på svenska.